# Bellmanprisen
 Ikke at forveksle med Stockholms stads Bellmanpris.
Bellmanprisen er en svensk litteraturpris som uddeles årligt af Det svenske Akademi med en prissum på 250.000 svenske kroner. Den er stiftet af Anders Zorn og opkaldt efter Carl Michael Bellman.

## Prismodtagere
| - 1920-1931 - Erik Axel Karlfeldt - 1932-1942 - Albert Engström - 1943 Bo Bergman - 1944 - Vilhelm Ekelund - 1945 - Pär Lagerkvist - 1946 - Sigfrid Siwertz - 1947 - Anders Österling - 1948 - Hjalmar Gullberg - 1949 - Bertil Malmberg - 1950 - Evert Taube - 1951 - Harry Martinson - 1952 - Erik Blomberg - 1953 - Gunnar Ekelöf - 1954 - Johannes Edfelt - 1955 - Nils Ferlin - 1956 - Rabbe Enckell - 1957 - Olof Lagercrantz - 1958 - Erik Lindegren - 1959 - Werner Aspenström - 1960 - Karl Vennberg - 1961 - Gunnar Ekelöf - 1962 - Harry Martinson - 1963 - Elsa Grave - 1964 - Artur Lundkvist - 1965 - Sven Alfons - 1966 - Bo Bergman, Tomas Tranströmer - 1967 - Gunnar Ekelöf, Östen Sjöstrand - 1968 - Lars Forssell - 1969 - Anders Österling - 1970 - Ebba Lindqvist - 1971 - Johannes Edfelt - 1972 - Stig Sjödin - 1973 - Sandro Key-Åberg - 1974 - Birger Norman - 1975 - Petter Bergman - 1976 - Maria Wine - 1977 - Karl Ragnar Gierow - 1978 - Bo Setterlind - 1979 - Göran Sonnevi - 1980 - Werner Aspenström - 1981 - Lars Forssell | - 1982 - Artur Lundkvist - 1983 - Tobias Berggren - 1984 - Bengt Emil Johnson - 1985 - Kjell Espmark - 1986 - Solveig von Schoultz - 1987 - Ragnar Thoursie - 1988 - Lennart Sjögren - 1989 - Folke Isaksson - 1990 - Lars Gustafsson - 1991 - Ingemar Leckius - 1992 - Gunnar Harding - 1993 - Anna Rydstedt - 1994 - Katarina Frostenson - 1995 - Lars Lundkvist - 1996 - Lasse Söderberg - 1997 - Eva Runefelt - 1998 - Björner Torsson - 1999 - Bruno K. Öijer - 2000 - Jesper Svenbro - 2001 - Olle Adolphson - 2002 - Kristina Lugn - 2003 - Tua Forsström - 2004 - Gunnar D Hansson - 2005 - Eva Ström - 2006 - Stig Larsson - 2007 - Claes Andersson - 2008 - Arne Johnsson - 2009 - Ann Jäderlund - 2010 - Magnus William-Olsson - 2011 - Birgitta Lillpers - 2012 - Lars Norén - 2013 - Eva-Stina Byggmästar - 2014 - Ingela Strandberg - 2015 - Barbro Lindgren - 2016 - Göran Sonnevi - 2017 - Lennart Sjögren - 2018 - Tua Forsström - 2019 - Gösta Ågren - 2020 - Eva Runefelt - 2021 - Åsa Maria Kraft |